# 일본의 총무대신
총무대신(일본어: 総務大臣)은 총무성의 장으로, 국무대신이다.
국가행정조직법에서는 총무성이 국가행정기관 중 으뜸의 지위로 각료 명부에서도 원칙적으로 총무대신은 내각총리대신의 다음에 기재된다.

## 역할
- 행정법제, 지방자치제도, 정보통신행정을 소관한다.[1]
- 행정기관의 정원이나 운영, 사무의 실시 상황 등에 대한 조사 및 권고의 권한을 가지고 있으며, 이에 대한 평가·감사에 대해 서면조사나 실시조사를 실시할 수 있다.

## 역대 대신

### 내무경
| 대수 | 이름                         | 임기                              | 비고      |
| ---- | ---------------------------- | --------------------------------- | --------- |
| 초대 | 오쿠보 도시미치 (大久保利通) | 1873년 11월 29일~1874년 2월 14일  | 사쓰마 번 |
| 2대  | 기도 다카요시 (木戸孝允)     | 1874년 2월 !4일~1874년 4월 27일   | 조슈 번   |
| 3대  | 오쿠보 도시미치 (大久保利通) | 1874년 4월 27일~1874년 8월 2일    | 사쓰마 번 |
| 4대  | 이토 히로부미 (伊藤博文)     | 1874년 8월 2일~1874년 11월 28일   | 조슈 번   |
| 5대  | 오쿠보 도시미치 (大久保利通) | 1874년 11월 28일~1878년 5월 15일  | 사쓰마 번 |
| 6대  | 이토 히로부미 (伊藤博文)     | 1878년 5월 15일~1880년 2월 28일   | 조슈 번   |
| 7대  | 마쓰카타 마사요시 (松方正義) | 1880년 2월 28일~1881년 10월 21일  | 사쓰마 번 |
| 8대  | 야마다 아키요시 (山田顕義)   | 1881년 10월 21일~1883년 12월 12일 | 조슈 번   |
| 9대  | 야마가타 아리토모 (山縣有朋) | 1883년 12월 12일~1885년 12월 22일 | 조슈 번   |

### 내무대신
| 대수      | 이름                           | 내각                  | 내각                  | 임기                             | 소속 정당         | 비고                               |
| --------- | ------------------------------ | --------------------- | --------------------- | -------------------------------- | ----------------- | ---------------------------------- |
| 9대       | 야마가타 아리토모 (山縣有朋)   | 제1차 이토 내각       | 제1차 이토 내각       | 1885년 12월 22일~1988년 4월 30일 |                   |                                    |
| 10대      | 야마가타 아리토모 (山縣有朋)   | 구로다 내각           | 구로다 내각           | 1988년 4월 30일~1989년 12월 24일 |                   |                                    |
| 11대      | 야마가타 아리토모 (山縣有朋)   | 제1차 야마가타 내각   | 제1차 야마가타 내각   | 1989년 12월 24일~1890년 5월 17일 |                   | 내각총리대신 겸임                  |
| 12대      | 사이고 주도 (西郷従道)         | 제1차 야마가타 내각   | 제1차 야마가타 내각   | 1890년 5월 17일~1891년 5월 6일   |                   |                                    |
| 13대      | 사이고 주도 (西郷従道)         | 제1차 마쓰카타 내각   | 제1차 마쓰카타 내각   | 1891년 5월 6일~1891년 6월 1일    |                   |                                    |
| 14대      | 시나가와 야지로 (品川弥二郎)   | 제1차 마쓰카타 내각   | 제1차 마쓰카타 내각   | 1891년 6월 1일~1892년 3월 11일   |                   |                                    |
| 15대      | 소에지마 다네오미 (副島種臣)   | 제1차 마쓰카타 내각   | 제1차 마쓰카타 내각   | 1892년 3월 11일~1892년 6월 8일   |                   |                                    |
| 16대      | 마쓰카타 마사요시 (松方正義)   | 제1차 마쓰카타 내각   | 제1차 마쓰카타 내각   | 1892년 6월 8일~1892년 7월 14일   |                   | 내각총리대신·대장대신 겸임         |
| 17대      | 고노 도가마 (河野敏鎌)         | 제1차 마쓰카타 내각   | 제1차 마쓰카타 내각   | 1892년 7월 14일~1892년 8월 8일   |                   |                                    |
| 18대      | 이노우에 가오루 (井上馨)       | 제2차 이토 내각       | 제2차 이토 내각       | 1892년 8월 8일~1894년 10월 15일  |                   |                                    |
| 19대      | 노무라 야스시 (野村靖)         | 제2차 이토 내각       | 제2차 이토 내각       | 1894년 10월 15일~1896년 2월 3일  |                   |                                    |
| 20대      | 요시카와 아키마사 (芳川顕正)   | 제2차 이토 내각       | 제2차 이토 내각       | 1896년 2월 3일~1896년 4월 14일   |                   | 사법대신 겸임                      |
| 21대      | 이타가키 다이스케 (板垣退助)   | 제2차 이토 내각       | 제2차 이토 내각       | 1896년 4월 14일~1896년 4월 14일  |                   |                                    |
| 22대      | 이타가키 다이스케 (板垣退助)   | 제2차 이토 내각       | 제2차 이토 내각       | 1896년 4월 14일~1896년 9월 20일  |                   |                                    |
| 23대      | 가바야마 스케노리 (樺山資紀)   | 제2차 마쓰카타 내각   | 제2차 마쓰카타 내각   | 1896년 9월 20일~1898년 1월 12일  |                   |                                    |
| 24대      | 요시카와 아키마사 (芳川顕正)   | 제3차 이토 내각       | 제3차 이토 내각       | 1898년 1월 12일~1898년 6월 30일  |                   |                                    |
| 25대      | 이타가키 다이스케 (板垣退助)   | 제1차 오쿠마 내각     | 제1차 오쿠마 내각     | 1898년 6월 30일~1898년 11월 8일  |                   |                                    |
| 26대      | 사이고 주도 (西郷従道)         | 제2차 야마가타 내각   | 제2차 야마가타 내각   | 1898년 11월 8일~1900년 10월 19일 |                   |                                    |
| 27대      | 스에마쓰 노리즈미 (末松謙澄)   | 제4차 이토 내각       | 제4차 이토 내각       | 1900년 10월 19일~1901년 6월 2일  |                   |                                    |
| 28대      | 우쓰미 다다카쓰 (内海忠勝)     | 제1차 가쓰라 내각     | 제1차 가쓰라 내각     | 1901년 6월 2일~1903년 7월 15일   |                   |                                    |
| 29대      | 고다마 겐타로 (児玉源太郎)     | 제1차 가쓰라 내각     | 제1차 가쓰라 내각     | 1903년 7월 15일~1903년 10월 12일 |                   | 문부대신 겸임                      |
| 30대      | 가쓰라 다로 (桂太郎)           | 제1차 가쓰라 내각     | 제1차 가쓰라 내각     | 1903년 10월 12일~1904년 2월 20일 |                   | 내각총리대신 겸임                  |
| 31대      | 요시카와 아키마사 (芳川顕正)   | 제1차 가쓰라 내각     | 제1차 가쓰라 내각     | 1904년 2월 20일~1905년 9월 16일  |                   |                                    |
| 32대      | 기요우라 게이고 (清浦奎吾)     | 제1차 가쓰라 내각     | 제1차 가쓰라 내각     | 1905년 9월 16일~1906년 1월 7일   |                   | 농상무대신 겸임                    |
| 33대      | 하라 다카시 (原敬)             | 제1차 사이온지 내각   | 제1차 사이온지 내각   | 1906년 1월 7일~1908년 7월 14일   |                   | 체신대신 겸임                      |
| 34대      | 히라타 도스케 (平田東助)       | 제2차 가쓰라 내각     | 제2차 가쓰라 내각     | 1908년 7월 14일~1911년 8월 30일  |                   |                                    |
| 35대      | 하라 다카시 (原敬)             | 제2차 사이온지 내각   | 제2차 사이온지 내각   | 1911년 8월 30일~1912년 12월 21일 |                   |                                    |
| 36대      | 오우라 가네타케 (大浦兼武)     | 제3차 가쓰라 내각     | 제3차 가쓰라 내각     | 1912년 12월 21일~1913년 2월 20일 |                   |                                    |
| 37대      | 하라 다카시 (原敬)             | 제1차 야마모토 내각   | 제1차 야마모토 내각   | 1913년 2월 20일~1914년 4월 16일  |                   |                                    |
| 38대      | 오쿠마 시게노부 (大隈重信)     | 제2차 오쿠마 내각     | 제2차 오쿠마 내각     | 1914년 4월 16일~1915년 1월 7일   |                   | 내각총리대신 겸임                  |
| 39대      | 오우라 가네타케 (大浦兼武)     | 제2차 오쿠마 내각     | 제2차 오쿠마 내각     | 1915년 1월 7일~1915년 7월 30일   |                   |                                    |
| 40대      | 오쿠마 시게노부 (大隈重信)     | 제2차 오쿠마 내각     | 제2차 오쿠마 내각     | 1915년 7월 30일~1915년 8월 10일  |                   | 내각총리대신 겸임                  |
| 41대      | 이치키 기토쿠로 (一木喜徳郎)   | 제2차 오쿠마 내각     | 제2차 오쿠마 내각     | 1915년 8월 10일~1916년 10월 9일  |                   |                                    |
| 42대      | 고토 신베이 (後藤新平)         | 데라우치 내각         | 데라우치 내각         | 1916년 10월 9일~1918년 4월 23일  |                   |                                    |
| 43대      | 미즈노 렌타로 (水野錬太郎)     | 데라우치 내각         | 데라우치 내각         | 1918년 4월 23일~1918년 9월 29일  |                   |                                    |
| 44대      | 도코나미 다케지로 (床次竹二郎) | 하라 내각             | 하라 내각             | 1918년 9월 29일~1921년 11월 13일 |                   |                                    |
| 45대      | 도코나미 다케지로 (床次竹二郎) | 다카하시 내각         | 다카하시 내각         | 1921년 11월 13일~1922년 6월 12일 |                   |                                    |
| 46대      | 미즈노 렌타로 (水野錬太郎)     | 가토 도모사부로 내각  | 가토 도모사부로 내각  | 1922년 6월 12일~1923년 9월 2일   |                   |                                    |
| 47대      | 고토 신베이 (後藤新平)         | 제2차 야마모토 내각   | 제2차 야마모토 내각   | 1923년 9월 2일~1924년 1월 7일    |                   |                                    |
| 48대      | 미즈노 렌타로 (水野錬太郎)     | 기요우라 내각         | 기요우라 내각         | 1924년 1월 7일~1924년 6월 11일   |                   |                                    |
| 49대      | 와카쓰키 레이지로 (若槻禮次郎) | 가토 다카아키 내각    | 가토 다카아키 내각    | 1924년 6월 11일~1926년 1월 30일  |                   |                                    |
| 50대      | 와카쓰키 레이지로 (若槻禮次郎) | 제1차 와카쓰키 내각   | 제1차 와카쓰키 내각   | 1926년 1월 30일~1926년 6월 30일  | 내각총리대신 겸임 |                                    |
| 51대      | 하마구치 오사치 (濱口雄幸)     | 제1차 와카쓰키 내각   | 제1차 와카쓰키 내각   | 1926년 6월 30일~1927년 4월 20일  |                   |                                    |
| 52대      | 스즈키 기사부로 (鈴木喜三郎)   | 다나카 기이치 내각    | 다나카 기이치 내각    | 1927년 4월 20일~1928년 5월 4일   |                   |                                    |
| 53대      | 다나카 기이치 (田中義一)       | 다나카 기이치 내각    | 다나카 기이치 내각    | 1928년 5월 4일~1928년 5월 23일   |                   | 내각총리대신 겸임                  |
| 54대      | 모치즈키 게이스케 (望月圭介)   | 다나카 기이치 내각    | 다나카 기이치 내각    | 1928년 5월 23일~1929년 7월 2일   |                   |                                    |
| 55대      | 아다치 겐조 (安達謙蔵)         | 하마구치 내각         | 하마구치 내각         | 1929년 7월 2일~1931년 4월 14일   |                   |                                    |
| 56대      | 아다치 겐조 (安達謙蔵)         | 제2차 와카쓰키 내각   | 제2차 와카쓰키 내각   | 1931년 4월 14일~1931년 12월 13일 |                   |                                    |
| 57대      | 나카하시 도쿠고로 (中橋徳五郎) | 이누카이 내각         | 이누카이 내각         | 1931년 12월 13일~1932년 3월 16일 |                   |                                    |
| 58대      | 이누카이 쓰요시 (犬養毅)       | 이누카이 내각         | 이누카이 내각         | 1932년 3월 16일~1932년 3월 25일  |                   | 내각총리대신 겸임                  |
| 59대      | 스즈키 기사부로 (鈴木喜三郎)   | 이누카이 내각         | 이누카이 내각         | 1932년 3월 25일~1932년 5월 26일  |                   |                                    |
| 60대      | 야마모토 다쓰오 (山本達雄)     | 사이토 내각           | 사이토 내각           | 1932년 5월 26일~1934년 7월 8일   |                   |                                    |
| 61대      | 고토 후미오 (後藤文夫)         | 오카다 내각           | 오카다 내각           | 1934년 7월 8일~1936년 3월 9일    |                   |                                    |
| 62대      | 우시오 시게노스케 (潮恵之輔)   | 히로타 내각           | 히로타 내각           | 1936년 3월 9일~1937년 2월 2일    |                   | 문부대신 겸임                      |
| 63대      | 가와라다 가키치 (河原田稼吉)   | 하야시 내각           | 하야시 내각           | 1937년 2월 2일~1937년 6월 4일    |                   |                                    |
| 64대      | 바바 에이이치 (馬場鍈一)       | 제1차 고노에 내각     | 제1차 고노에 내각     | 1937년 6월 4일~1937년 12월 14일  |                   |                                    |
| 65대      | 스에쓰구 노부마사 (末次信正)   | 제1차 고노에 내각     | 제1차 고노에 내각     | 1937년 12월 14일~1939년 1월 5일  |                   |                                    |
| 66대      | 기도 고이치 (木戸幸一)         | 히라누마 내각         | 히라누마 내각         | 1939년 1월 5일~1939년 8월 30일   |                   |                                    |
| 67대      | 오하라 나오시 (小原直)         | 아베 노부유키 내각    | 아베 노부유키 내각    | 1939년 8월 30일~1940년 1월 15일  |                   | 후생대신 겸임                      |
| 68대      | 고다마 히데오 (兒玉秀雄)       | 요나이 내각           | 요나이 내각           | 1940년 1월 15일~1940년 7월 22일  |                   |                                    |
| 69대      | 야스이 에이지 (安井英二)       | 제2차 고노에 내각     | 제2차 고노에 내각     | 1940년 7월 22일~1940년 12월 21일 |                   |                                    |
| 70대      | 히라누마 기이치로 (平沼騏一郎) | 제2차 고노에 내각     | 제2차 고노에 내각     | 1940년 12월 21일~1941년 7월 18일 |                   |                                    |
| 71대      | 다나베 하루미치 (田辺治通)     | 제3차 고노에 내각     | 제3차 고노에 내각     | 1941년 7월 18일~1941년 10월 18일 |                   |                                    |
| 72대      | 도조 히데키 (東條英機)         | 도조 내각             | 도조 내각             | 1941년 10월 18일~1942년 2월 17일 |                   | 내각총리대신·육군대신 겸임         |
| 73대      | 유자와 미치오 (湯沢三千男)     | 도조 내각             | 도조 내각             | 1942년 2월 17일~1943년 4월 20일  |                   |                                    |
| 74대      | 안도 기사부로 (安藤紀三郎)     | 도조 내각             | 도조 내각             | 1943년 4월 20일~1944년 7월 22일  |                   |                                    |
| 75대      | 오다치 시게오 (大達茂雄)       | 고이소 내각           | 고이소 내각           | 1944년 7월 22일~1945년 4월 7일   |                   |                                    |
| 76대      | 아베 겐키 (安倍源基)           | 스즈키 간타로 내각    | 스즈키 간타로 내각    | 1945년 4월 7일~1945년 8월 17일   |                   |                                    |
| 77대      | 야마자키 이와오 (山崎巌)       | 히가시쿠니노미야 내각 | 히가시쿠니노미야 내각 | 1945년 8월 17일~1945년 10월 9일  |                   |                                    |
| 78대      | 호리키리 젠지로 (堀切善次郎)   | 시데하라 내각         | 시데하라 내각         | 1945년 10월 9일~1946년 1월 13일  |                   |                                    |
| 79대      | 미쓰치 주조 (三土忠造)         | 시데하라 내각         | 시데하라 내각         | 1946년 1월 13일~1946년 4월 22일  |                   |                                    |
| 80대      | 오무라 세이치 (大村清一)       | 가타야마 내각         | 가타야마 내각         | 1946년 4월 22일~1947년 1월 31일  |                   |                                    |
| 81대      | 우에하라 에쓰지로 (植原悦二郎) | 가타야마 내각         | 가타야마 내각         | 1947년 1월 31일~1947년 5월 24일  |                   |                                    |
| 임시 겸임 | 가타야마 테쓰 (片山哲)         | 가타야마 내각         | 가타야마 내각         | 1947년 5월 24일~1947년 6월 1일   |                   | 내각총리대신으로서 내무대신직 겸임 |
| 82대      | 기무라 고자에몬 (木村小左衛門) | 가타야마 내각         | 가타야마 내각         | 1947년 6월 1일~1947년 12월 31일  |                   |                                    |

### 체신대신

#### 체신대신
| 대수 | 이름                             | 내각                 | 내각                 | 임기                              | 소속 정당 | 비고              |
| ---- | -------------------------------- | -------------------- | -------------------- | --------------------------------- | --------- | ----------------- |
| 초대 | 에노모토 다케아키 (榎本武揚)     | 제1차 이토 내각      | 제1차 이토 내각      | 1885년 12월 22일~1888년 4월 30일  |           | 농상무대신 겸임   |
| 초대 | 에노모토 다케아키 (榎本武揚)     | 구로다 내각          | 구로다 내각          | 1888년 4월 30일~1889년 3월 22일   |           | 농상무대신 겸임   |
| 2대  | 고토 쇼지로 (後藤象二郎)         | 구로다 내각          | 구로다 내각          | 1889년 3월 22일~1889년 10월 25일  |           |                   |
| 2대  | 고토 쇼지로 (後藤象二郎)         | 산조 잠정 내각       | 산조 잠정 내각       | 1889년 10월 25일~1889년 12월 24일 |           |                   |
| 2대  | 고토 쇼지로 (後藤象二郎)         | 제1차 야마가타 내각  | 제1차 야마가타 내각  | 1889년 12월 24일~1891년 5월 6일   |           |                   |
| 2대  | 고토 쇼지로 (後藤象二郎)         | 제1차 마쓰카타 내각  | 제1차 마쓰카타 내각  | 1891년 5월 6일~1892년 8월 8일     |           |                   |
| 3대  | 구로다 기요타카 (黒田清隆)       | 제2차 이토 내각      | 제2차 이토 내각      | 1892년 8월 8일~1895년 3월 17일    |           |                   |
| 4대  | 와타나베 구니타케 (渡辺国武)     | 제2차 이토 내각      | 제2차 이토 내각      | 1895년 3월 17일~1895년 10월 9일   |           | 대장대신 겸임     |
| 5대  | 시라니 센이치 (白根専一)         | 제2차 이토 내각      | 제2차 이토 내각      | 1895년 10월 9일~1896년 9월 26일   |           |                   |
| 6대  | 노무라 야스시 (野村靖)           | 제2차 마쓰카타 내각  | 제2차 마쓰카타 내각  | 1896년 9월 26일~1898년 1월 12일   |           |                   |
| 7대  | 스에마쓰 겐조 (末松謙澄)         | 제3차 이토 내각      | 제3차 이토 내각      | 1898년 1월 12일~1898년 6월 30일   |           |                   |
| 8대  | 하야시 유조 (林有造)             | 제1차 오쿠마 내각    | 제1차 오쿠마 내각    | 1898년 6월 30일~1898년 11월 8일   |           |                   |
| 9대  | 요시카와 아키마사 (芳川顕正)     | 제2차 야마가타 내각  | 제2차 야마가타 내각  | 1898년 11월 8일~1900년 10월 19일  |           |                   |
| 10대 | 호시 도루 (星亨)                 | 제4차 이토 내각      | 제4차 이토 내각      | 1900년 10월 19일~1900년 12월 21일 |           |                   |
| 11대 | 하라 다카시 (原敬)               | 제4차 이토 내각      | 제4차 이토 내각      | 1900년 12월 22일~1901년 6월 2일   |           |                   |
| 12대 | 요시카와 아키마사 (芳川顕正)     | 제1차 가쓰라 내각    | 제1차 가쓰라 내각    | 1901년 6월 2일~1903년 7월 17일    |           |                   |
| 13대 | 소네 아라스케 (曾禰荒助)         | 제1차 가쓰라 내각    | 제1차 가쓰라 내각    | 1903년 7월 17일~1903년 9월 22일   |           | 대장대신 겸임     |
| 14대 | 오우라 가네타케 (大浦兼武)       | 제1차 가쓰라 내각    | 제1차 가쓰라 내각    | 1903년 9월 22일~1906년 1월 7일    |           |                   |
| 15대 | 야마가타 이사부로 (山縣伊三郎)   | 제1차 사이온지 내각  | 제1차 사이온지 내각  | 1906년 1월 7일~1908년 1월 14일    |           |                   |
| 16대 | 하라 다카시 (原敬)               | 제1차 사이온지 내각  | 제1차 사이온지 내각  | 1908년 1월 14일~1908년 3월 25일   |           | 내무대신 겸임     |
| 17대 | 홋타 마사야스 (堀田正養)         | 제1차 사이온지 내각  | 제1차 사이온지 내각  | 1908년 3월 25일~1908년 7월 14일   |           |                   |
| 18대 | 고토 신페이 (後藤新平)           | 제2차 가쓰라 내각    | 제2차 가쓰라 내각    | 1908년 7월 14일~1911년 8월 30일   |           |                   |
| 19대 | 하야시 다다스 (林董)             | 제2차 사이온지 내각  | 제2차 사이온지 내각  | 1911년 8월 30일~1912년 12월 21일  |           | 외무대신 겸임     |
| 20대 | 고토 신페이 (後藤新平)           | 제3차 가쓰라 내각    | 제3차 가쓰라 내각    | 1912년 12월 21일~1913년 2월 20일  |           |                   |
| 21대 | 모토다 하지메 (元田肇)           | 제1차 야마모토 내각  | 제1차 야마모토 내각  | 1913년 2월 20일~1914년 4월 16일   |           |                   |
| 22대 | 다케토미 도키토시 (武富時敏)     | 제2차 오쿠마 내각    | 제2차 오쿠마 내각    | 1914년 4월 16일~1915년 8월 10일   |           |                   |
| 23대 | 미노우라 가쓴도 (箕浦勝人)       | 제2차 오쿠마 내각    | 제2차 오쿠마 내각    | 1915년 8월 10일~1916년 10월 9일   |           |                   |
| 24대 | 덴 겐지로 (田健治郎)             | 데라우치 내각        | 데라우치 내각        | 1916년 10월 9일~1918년 9월 29일   |           |                   |
| 25대 | 노다 우타로 (野田卯太郎)         | 하라 내각            | 하라 내각            | 1918년 9월 29일~1921년 11월 13일  |           |                   |
| 25대 | 노다 우타로 (野田卯太郎)         | 다카하시 내각        | 다카하시 내각        | 1921년 11월 13일~1922년 6월 12일  |           |                   |
| 26대 | 마에다 도시사다 (前田利定)       | 가토 도모사부로 내각 | 가토 도모사부로 내각 | 1922년 6월 12일~1923년 9월 2일    |           |                   |
| 27대 | 이누카이 쓰요시 (犬養毅)         | 제2차 야마모토 내각  | 제2차 야마모토 내각  | 1923년 9월 2일~1924년 1월 7일     |           | 문부대신 겸임     |
| 28대 | 후지무라 요시로 (犬養毅)         | 기요우라 내각        | 기요우라 내각        | 1924년 1월 7일~1924년 6월 11일    |           |                   |
| 29대 | 이누카이 쓰요시 (犬養毅)         | 가토 다카아키 내각   | 가토 다카아키 내각   | 1924년 6월 11일~1925년 5월 30일   |           |                   |
| 30대 | 아다치 겐조 (安達謙蔵)           | 가토 다카아키 내각   | 가토 다카아키 내각   | 1925년 5월 30일~1926년 1월 30일   |           |                   |
| 30대 | 아다치 겐조 (安達謙蔵)           | 제1차 와카쓰키 내각  | 제1차 와카쓰키 내각  | 1926년 1월 30일~1927년 4월 20일   |           |                   |
| 31대 | 모치즈키 게이스케 (望月圭介)     | 다나카 기이치 내각   | 다나카 기이치 내각   | 1927년 4월 20일~1928년 5월 23일   |           |                   |
| 32대 | 구하라 후사노스케 (久原房之助)   | 다나카 기이치 내각   | 다나카 기이치 내각   | 1928년 5월 23일~1929년 7월 2일    |           |                   |
| 33대 | 고이즈미 마타지로 (小泉又次郎)   | 하마구치 내각        | 하마구치 내각        | 1929년 7월 2일~1931년 4월 14일    |           |                   |
| 33대 | 고이즈미 마타지로 (小泉又次郎)   | 제2차 와카쓰키 내각  | 제2차 와카쓰키 내각  | 1931년 4월 14일~1931년 12월 13일  |           |                   |
| 34대 | 미쓰치 주조 (三土忠造)           | 이누카이 내각        | 이누카이 내각        | 1931년 12월 13일~1932년 5월 26일  |           |                   |
| 35대 | 미나미 히로시 (南弘)             | 사이토 내각          | 사이토 내각          | 1932년 5월 26일~1934년 7월 8일    |           |                   |
| 36대 | 도코나미 다케지로 (床次竹二郎)   | 오카다 내각          | 오카다 내각          | 1934년 7월 8일~1935년 9월 8일     |           |                   |
| 37대 | 오카다 게이스케 (岡田啓介)       | 오카다 내각          | 오카다 내각          | 1935년 9월 9일~1935년 9월 12일    |           | 내각총리대신 겸임 |
| 38대 | 모치즈키 게이스케 (望月圭介)     | 오카다 내각          | 오카다 내각          | 1935년 9월 12일~1936년 3월 9일    |           |                   |
| 39대 | 다노모기 게이키치 (頼母木桂吉)   | 히로타 내각          | 히로타 내각          | 1936년 3월 9일~1937년 2월 2일     |           |                   |
| 40대 | 야마자키 다쓰노스케 (山崎達之輔) | 하야시 내각          | 하야시 내각          | 1937년 2월 2일~1937년 2월 10일    |           | 농림대신 겸임     |
| 41대 | 고다마 히데오 (兒玉秀雄)         | 하야시 내각          | 하야시 내각          | 1937년 2월 10일~1937년 6월 4일    |           |                   |
| 42대 | 나가이 류타로 (永井柳太郎)       | 제1차 고노에 내각    | 제1차 고노에 내각    | 1937년 6월 4일~1939년 1월 5일     |           |                   |
| 43대 | 시오노 스에히코 (塩野季彦)       | 히라누마 내각        | 히라누마 내각        | 1939년 1월 5일~1939년 4월 7일     |           | 사법대신 겸임     |
| 44대 | 다나베 하루미치 (田辺治通)       | 히라누마 내각        | 히라누마 내각        | 1939년 4월 7일~1939년 8월 30일    |           |                   |
| 45대 | 나가이 류타로 (永井柳太郎)       | 아베 노부유키 내각   | 아베 노부유키 내각   | 1939년 8월 30일~1940년 1월 16일   |           | 철도대신 겸임     |
| 46대 | 가쓰 마사노리 (勝正憲)           | 요나이 내각          | 요나이 내각          | 1940년 1월 16일~1940년 7월 22일   |           |                   |
| 47대 | 무라타 쇼조 (村田省蔵)           | 제2차 고노에 내각    | 제2차 고노에 내각    | 1940년 7월 22일~1941년 7월 18일   |           | 철도대신 겸임     |
| 47대 | 무라타 쇼조 (村田省蔵)           | 제3차 고노에 내각    | 제3차 고노에 내각    | 1941년 7월 18일~1941년 10월 18일  |           | 철도대신 겸임     |
| 48대 | 데라지마 겐 (寺島健)             | 도조 내각            | 도조 내각            | 1941년 10월 18일~1943년 10월 8일  |           | 철도대신 겸임     |
| 49대 | 핫타 요시아키 (八田嘉明)         | 도조 내각            | 도조 내각            | 1943년 10월 8일~1943년 11월 1일   |           | 철도대신 겸임     |

#### 체신원 총재
| 대수        | 이름                             | 내각                                | 내각                                | 임기                            | 소속 정당 | 비고 |
| ----------- | -------------------------------- | ----------------------------------- | ----------------------------------- | ------------------------------- | --------- | ---- |
|             | 고마쓰 시게루 (小松茂)           | 도조 내각                           | 도조 내각                           | 1943년 11월 1일~1944년 4월 11일 |           |      |
|             | 시오바라 도키사부로 (塩原時三郎) | 도조 내각                           | 도조 내각                           | 1944년 4월 11일~1945년 5월 19일 |           |      |
| 고이소 내각 | 고이소 내각                      | 1944년 7월 22일~1945년 5월 19일     |                                     |                                 |           |      |
|             | 시오바라 도키사부로 (塩原時三郎) | 스즈키 간타로 내각                  | 스즈키 간타로 내각                  | 1945년 5월 19일~1945년 8월 30일 |           |      |
|             | 마쓰마에 시게요시 (松前重義)     | 히가시쿠니노미야 내각 시데하라 내각 | 히가시쿠니노미야 내각 시데하라 내각 | 1945년 8월 30일~1946년 4월 8일  |           |      |
| 직무 대리   | 신타니 도라사부로 (新谷寅三郎)   | 시데하라 내각                       | 시데하라 내각                       | 1946년 4월 8일~1946년 6월 30일  |           |      |

#### 체신대신
| 대수 | 이름                           | 내각              | 내각              | 임기                              | 소속 정당 | 비고              |
| ---- | ------------------------------ | ----------------- | ----------------- | --------------------------------- | --------- | ----------------- |
| 50대 | 히토쓰마쓰 사다요시 (一松定吉) | 제1차 요시다 내각 | 제1차 요시다 내각 | 1946년 7월 1일~1947년 5월 24일    |           |                   |
| 51대 | 가타야마 데쓰 (片山哲)         | 가타야마 내각     | 가타야마 내각     | 1947년 5월 24일~1947년 6월 1일    |           | 내각총리대신 겸임 |
| 52대 | 미키 다케오 (三木武夫)         | 가타야마 내각     | 가타야마 내각     | 1947년 6월 1일~1948년 3월 10일    |           |                   |
| 53대 | 도미요시 에이지 (冨吉榮二)     | 아시다 내각       | 아시다 내각       | 1948년 3월 10일~1948년 10월 15일  |           |                   |
| 54대 | 요시다 시게루 (吉田茂)         | 제2차 요시다 내각 | 제2차 요시다 내각 | 1948년 10월 15일~1948년 10월 19일 |           | 내각총리대신 겸임 |
| 55대 | 후루하타 도쿠야 (降旗徳弥)     | 제2차 요시다 내각 | 제2차 요시다 내각 | 1948년 10월 19일~1949년 2월 16일  |           |                   |
| 56대 | 오자와 사에키 (小沢佐重喜)     | 제3차 요시다 내각 | 제3차 요시다 내각 | 1949년 2월 16일~1949년 6월 1일    |           |                   |

### 우정대신
| 대수      | 이름                             | 내각                           | 내각                                       | 임기                              | 소속 정당         | 비고                             |
| --------- | -------------------------------- | ------------------------------ | ------------------------------------------ | --------------------------------- | ----------------- | -------------------------------- |
| 초대      | 오자와 사에기 (小沢佐重喜)       | 제3차 요시다 내각              | 제3차 요시다 내각                          | 1949년 6월 1일~1950년 6월 28일    |                   | 전기통신대신 겸임                |
| 2대       | 다무라 분기치 (田村文吉)         |                                | 제3차 요시다 내각 제1차 개조내각           | 1950년 6월 28일~1951년 7월 4일    |                   | 전기통신대신 겸임                |
| 3대       | 사토 에이사쿠 (佐藤栄作)         |                                | 제3차 요시다 내각 제2차 개조내각           | 1951년 7월 4일~1951년 12월 26일   |                   | 전기통신대신 겸임                |
| 3대       | 사토 에이사쿠 (佐藤栄作)         |                                | 제3차 요시다 내각 제3차 개조내각           | 1951년 12월 26일~1952년 10월 30일 |                   | 전기통신대신 겸임                |
| 4대       | 다카세 소타로 (高瀬荘太郎)       | 제4차 요시다 내각              | 제4차 요시다 내각                          | 1952년 10월 30일~1953년 5월 21일  |                   |                                  |
| 5대       | 쓰가타 토이치로 (塚田十一郎)     | 제5차 요시다 내각              | 제5차 요시다 내각                          | 1953년 5월 21일~1954년 12월 10일  |                   | 행정관리청 장관·자치청 장관 겸임 |
| 6대       | 다케치 유키 (武知勇記)           | 제1차 하토야마 이치로 내각     | 제1차 하토야마 이치로 내각                 | 1954년 12월 10일~1955년 3월 19일  |                   |                                  |
| 7대       | 마쓰다 타케치요 (松田竹千代)     | 제2차 하토야마 이치로 내각     | 제2차 하토야마 이치로 내각                 | 1955년 3월 19일~1955년 11월 22일  |                   |                                  |
| 8대       | 무라카미 이사무 (村上勇)         | 제3차 하토야마 이치로 내각     | 제3차 하토야마 이치로 내각                 | 1955년 11월 22일~1956년 12월 23일 |                   |                                  |
| -         | 이시바시 단잔 (石橋湛山)         | 이시바시 내각                  | 이시바시 내각                              | 1956년 12월 23일~1956년 12월 23일 |                   | 내각총리대신 겸임                |
| 9대       | 이시바시 단잔 (石橋湛山)         | 이시바시 내각                  | 이시바시 내각                              | 1956년 12월 23일~1956년 12월 27일 |                   | 내각총리대신 겸임                |
| 10대      | 히라이 다로 (平井太郎)           | 이시바시 내각                  | 이시바시 내각                              | 1956년 12월 27일~1957년 2월 25일  |                   |                                  |
| 11대      | 히라이 다로 (平井太郎)           | 제1차 기시 내각                | 제1차 기시 내각                            | 1957년 2월 25일~1957년 7월 10일   |                   |                                  |
| 12대      | 다나카 가쿠에이 (田中角栄)       |                                | 제1차 기시 내각 개조내각                   | 1957년 7월 10일~1958년 6월 12일   |                   |                                  |
| 13대      | 데라오 유타카 (寺尾豊)           | 제2차 기시 내각                | 제2차 기시 내각                            | 1958년 6월 12일~1959년 6월 18일   |                   |                                  |
| 14대      | 우에타케 하루히코 (植竹春彦)     |                                | 제2차 기시 내각 개조내각                   | 1959년 6월 18일~1960년 7월 19일   |                   |                                  |
| 15대      | 스즈키 젠코 (鈴木善幸)           | 제1차 이케다 내각              | 제1차 이케다 내각                          | 1960년 7월 19일~1960년 12월 8일   |                   |                                  |
| 16대      | 고가네 요시테루 (小金義照)       | 제2차 이케다 내각              | 제2차 이케다 내각                          | 1960년 12월 8일~1961년 7월 18일   |                   |                                  |
| 17대      | 사코미즈 히사쓰네 (迫水久常)     |                                | 제2차 이케다 내각 제1차 개조내각           | 1961년 7월 18일~1962년 7월 18일   |                   |                                  |
| 18대      | 데시마 사카에 (手島栄)           |                                | 제2차 이케다 내각 제2차 개조내각           | 1962년 7월 18일~1963년 1월 8일    |                   |                                  |
| 19대      | 오자와 규타로 (小沢久太郎)       | 1963년 1월 8일~1963년 7월 18일 | 제2차 이케다 내각 제2차 개조내각           |                                   |                   |                                  |
| 20대      | 고이케 신조 (古池信三)           |                                | 제2차 이케다 내각 제3차 개조내각           | 1963년 7월 18일~1963년 12월 9일   |                   |                                  |
| 21대      | 고이케 신조 (古池信三)           | 제3차 이케다 내각              | 제3차 이케다 내각                          | 1963년 12월 9일~1964년 7월 18일   |                   |                                  |
| 22대      | 토쿠야스 지쓰조 (徳安実蔵)       |                                | 제3차 이케다 내각 개조내각                 | 1964년 7월 18일~1964년 11월 9일   |                   |                                  |
| 23대      | 토쿠야스 지쓰조 (徳安実蔵)       | 제1차 사토 내각                | 제1차 사토 내각                            | 1964년 11월 9일~1965년 6월 3일    |                   |                                  |
| 24대      | 고리 유이치 (郡祐一)             |                                | 제1차 사토 내각 제1차 개조내각             | 1965년 6월 3일~1966년 8월 1일     |                   |                                  |
| 25대      | 신타니 도라사부로 (新谷寅三郎)   |                                | 제1차 사토 내각 제2차 개조내각             | 1966년 8월 1일~1966년 12월 3일    |                   |                                  |
| 26대      | 고바야시 다케지 (小林武治)       |                                | 제1차 사토 내각 제3차 개조내각             | 1966년 12월 3일~1967년 2월 17일   |                   |                                  |
| 27대      | 고바야시 다케지 (小林武治)       | 제2차 사토 내각                | 제2차 사토 내각                            | 1967년 2월 17일~1967년 11월 25일  |                   |                                  |
| 27대      | 고바야시 다케지 (小林武治)       |                                | 제2차 사토 내각 제1차 개조내각             | 1967년 11월 25일~1968년 11월 30일 |                   |                                  |
| 28대      | 고모토 도시오 (河本敏夫)         |                                | 제2차 사토 내각 제2차 개조내각             | 1968년 11월 30일~1970년 1월 14일  |                   |                                  |
| 29대      | 이데 이치타로 (井出一太郎)       | 제3차 사토 내각                | 제3차 사토 내각                            | 1970년 1월 14일~1971년 7월 5일    |                   |                                  |
| 30대      | 히로세 마사오 (広瀬正雄)         |                                | 제3차 사토 내각 개조내각                   | 1971년 7월 5일~1972년 7월 7일     |                   |                                  |
| 임시 대리 | 다나카 가쿠에이 (田中角栄)       | 제1차 다나카 가쿠에이 내각     | 제1차 다나카 가쿠에이 내각                 | 1972년 7월 7일~1972년 7월 12일    |                   | 내각총리대신 겸임                |
| 31대      | 미게 마코토 (三池信)             | 제1차 다나카 가쿠에이 내각     | 제1차 다나카 가쿠에이 내각                 | 1972년 7월 12일~1972년 12월 22일  |                   |                                  |
| 32대      | 구노 추지 (久野忠治)             | 제2차 다나카 가쿠에이 내각     | 제2차 다나카 가쿠에이 내각                 | 1972년 12월 22일~1973년 11월 25일 |                   |                                  |
| 33대      | 하라다 겐 (原田憲)               |                                | 제2차 다나카 가쿠에이 내각 제1차 개조내각  | 1973년 11월 25일~1974년 11월 11일 |                   |                                  |
| 34대      | 가시마 도시오 (鹿島俊雄)         |                                | 제2차 다나카 가쿠에이 내각 제2차 개조내각  | 1974년 11월 11일~1974년 12월 9일  |                   |                                  |
| 35대      | 무라카미 이사무 (村上勇)         | 미키 내각                      | 미키 내각                                  | 1974년 12월 9일~1976년 9월 15일   |                   |                                  |
| 36대      | 후쿠다 도쿠야스 (福田篤泰)       |                                | 미키 내각 개조내각                         | 1976년 9월 15일~1976년 12월 14일  |                   |                                  |
| 37대      | 고미야마 주시로 (小宮山重四郎)   | 후쿠다 다케오 내각             | 후쿠다 다케오 내각                         | 1976년 12월 14일~1977년 11월 28일 |                   |                                  |
| 38대      | 핫토리 야스시 (服部安司)         |                                | 후쿠다 다케오 내각 개조내각                | 1977년 11월 28일~1978년 12월 7일  |                   |                                  |
| 39대      | 시라하마 니기치 (白浜仁吉)       | 제1차 오히라 내각              | 제1차 오히라 내각                          | 1978년 12월 7일~1979년 11월 9일   |                   |                                  |
| 40대      | 오오니시 마사오 (大西正男)       | 제2차 오히라 내각              | 제2차 오히라 내각                          | 1979년 11월 9일~1980년 7월 17일   |                   |                                  |
| 41대      | 야마노우치 이치로 (山内一郎)     | 스즈키 젠코 내각               | 스즈키 젠코 내각                           | 1980년 7월 17일~1981년 11월 30일  |                   |                                  |
| 42대      | 미노와 노보루 (箕輪登)           |                                | 스즈키 젠코 내각 개조내각                  | 1981년 11월 30일~1982년 11월 27일 |                   |                                  |
| 43대      | 히가키 도쿠타로 (檜垣徳太郎)     | 제1차 나카소네 내각            | 제1차 나카소네 내각                        | 1982년 11월 27일~1983년 12월 27일 |                   |                                  |
| 44대      | 오쿠다 게이와 (奥田敬和)         | 제2차 나카소네 내각            | 제2차 나카소네 내각                        | 1983년 12월 27일~1984년 11월 1일  |                   |                                  |
| 45대      | 사토 메구무 (左藤恵)             |                                | 제2차 나카소네 내각 제1차 개조내각         | 1984년 11월 1일~1985년 12월 28일  |                   |                                  |
| 46대      | 사토 분세 (佐藤文生)             |                                | 제2차 나카소네 내각 제2차 개조내각         | 1985년 12월 28일~1986년 7월 22일  |                   |                                  |
| 47대      | 가라사와 슌지로 (唐沢俊二郎)     | 제3차 나카소네 내각            | 제3차 나카소네 내각                        | 1986년 7월 22일~1987년 11월 6일   |                   |                                  |
| 48대      | 나카야마 마사아키 (中山正暉)     | 다케시타 내각                  | 다케시타 내각                              | 1987년 11월 6일~1988년 12월 27일  |                   |                                  |
| 49대      | 가타오카 세이치 (片岡清一)       |                                | 다케시타 내각 개조내각                     | 1988년 12월 27일~1989년 6월 3일   |                   |                                  |
| 50대      | 무라오카 가네조 (村岡兼造)       | 우노 내각                      | 우노 내각                                  | 1989년 6월 3일~1989년 8월 10일    |                   |                                  |
| 51대      | 오오이시 센파치 (大石千八)       | 제1차 가이후 내각              | 제1차 가이후 내각                          | 1989년 8월 10일~1990년 2월 28일   |                   |                                  |
| 52대      | 후카야 다카시 (深谷隆司)         | 제2차 가이후 내각              | 제2차 가이후 내각                          | 1990년 2월 28일~1990년 12월 29일  |                   |                                  |
| 53대      | 세키야 카쓰쓰구 (関谷勝嗣)       |                                | 제2차 가이후 내각 개조내각                 | 1990년 12월 29일~1991년 11월 5일  |                   |                                  |
| 54대      | 와타나베 히데오 (渡辺秀央)       | 미야자와 내각                  | 미야자와 내각                              | 1991년 11월 5일~1992년 12월 12일  |                   |                                  |
| 55대      | 고이즈미 준이치로 (小泉純一郎)   |                                | 미야자와 내각 개조내각                     | 1992년 12월 12일~1993년 7월 20일  |                   |                                  |
| 56대      | 미야자와 기이치 (宮澤喜一)       | 1993년 7월 20일~1993년 8월 9일 | 미야자와 내각 개조내각                     |                                   | 내각총리대신 겸임 |                                  |
| 57대      | 간자키 다케노리 (神崎武法)       | 호소카와 내각                  | 호소카와 내각                              | 1993년 8월 9일~1994년 4월 28일    |                   |                                  |
| 임시 대리 | 하타 쓰토무 (羽田孜)             | 하타 내각                      | 하타 내각                                  | 1994년 4월 28일~1994년 4월 28일   |                   | 내각총리대신 겸임                |
| 58대      | 히카사카 쓰유키 (日笠勝之)       | 하타 내각                      | 하타 내각                                  | 1994년 4월 28일~1994년 6월 30일   |                   |                                  |
| 59대      | 오오이데 순 (大出俊)             | 무라야마 내각                  | 무라야마 내각                              | 1994년 6월 30일~1995년 8월 8일    |                   |                                  |
| 60대      | 이노우에 잇세 (井上一成)         |                                | 무라야마 내각 개조내각                     | 1995년 8월 8일~1996년 1월 11일    |                   |                                  |
| 61대      | 히노 이치로 (日野市朗)           | 제1차 하시모토 내각            | 제1차 하시모토 내각                        | 1996년 1월 11일~1996년 11월 7일   |                   |                                  |
| 62대      | 호코리노우치 히사오 (堀之内久男) | 제2차 하시모토 내각            | 제2차 하시모토 내각                        | 1996년 11월 7일~1997년 9월 11일   |                   |                                  |
| 63대      | 지미 쇼자부로 (自見庄三郎)       |                                | 제2차 하시모토 내각 개조내각               | 1997년 9월 11일~1998년 7월 30일   |                   |                                  |
| 64대      | 노다 세이코 (野田聖子)           | 오부치 내각                    | 오부치 내각                                | 1998년 7월 30일~1999년 1월 14일   |                   |                                  |
| 64대      | 노다 세이코 (野田聖子)           |                                | 오부치 내각 제1차 개조내각                 | 1999년 1월 14일~1999년 10월 5일   |                   |                                  |
| 65대      | 야시로 에이타 (八代英太)         |                                | 오부치 내각 제2차 개조내각                 | 1999년 10월 5일~2000년 4월 5일    |                   |                                  |
| 66대      | 야시로 에이타 (八代英太)         | 제1차 모리 내각                | 제1차 모리 내각                            | 2000년 4월 5일~2000년 7월 4일     |                   |                                  |
| 67대      | 히라바야시 코조 (平林鴻三)       | 제2차 모리 내각                | 제2차 모리 내각                            | 2000년 7월 4일~2000년 12월 5일    |                   |                                  |
| 68대      | 가타야마 도라노스케 (片山虎之助) |                                | 제2차 모리 내각 개조내각 (중앙성청개편 전) | 2000년 12월 5일~2001년 1월 6일    |                   | 자치대신 및 총무청 장관 겸임     |

### 자치대신

#### 지방재정위원회 위원장
| 대수 | 이름                           | 내각              | 내각              | 임기                             | 소속 정당 | 비고 |
| ---- | ------------------------------ | ----------------- | ----------------- | -------------------------------- | --------- | ---- |
| 초대 | 다케다 기이치 (竹田儀一)       | 가타야마 내각     | 가타야마 내각     | 1948년 1월 7일~1948년 3월 10일   |           |      |
| 2대  | 노미조 마사루 (野溝勝)         | 아시다 내각       | 아시다 내각       | 1948년 3월 10일~1948년 10월 15일 |           |      |
| 3대  | 이와모토 노부유기 (岩本信行)   | 제2차 요시다 내각 | 제2차 요시다 내각 | 1948년 10월 19일~1949년 2월 10일 |           |      |
| 4대  | 기무라 고자에몬 (木村小左衛門) | 제3차 요시다 내각 | 제3차 요시다 내각 | 1949년 2월 16일~1949년 5월 31일  |           |      |

#### 지방자치청 장관
| 대수 | 이름                           | 내각              | 내각                             | 임기                            | 소속 정당 | 비고                                              |
| ---- | ------------------------------ | ----------------- | -------------------------------- | ------------------------------- | --------- | ------------------------------------------------- |
| 초대 | 기무라 고자에몬 (木村小左衛門) | 제3차 요시다 내각 | 제3차 요시다 내각                | 1949년 6월 1일~1950년 1월 24일  |           |                                                   |
| 2대  | 혼다 이치로 (本多市郎)         | 제3차 요시다 내각 | 제3차 요시다 내각                | 1950년 1월 24일~1950년 6월 28일 |           |                                                   |
| 3대  | 오카노 기요히데 (岡野清豪)     |                   | 제3차 요시다 내각 제1차 개조내각 | 1950년 6월 28일~1951년 7월 4일  |           | 행정관리청 장관 및 과학기술행정협의회 위원장 겸임 |
| 3대  | 오카노 기요히데 (岡野清豪)     |                   | 제3차 요시다 내각 제2차 개조내각 | 1951년 7월 4일~1951년 12월 26일 |           | 행정관리청 장관 및 과학기술행정협의회 위원장 겸임 |
| 3대  | 오카노 기요히데 (岡野清豪)     |                   | 제3차 요시다 내각 (제3차 개조)   | 1951년 12월 26일~1952년 8월 1일 |           | 행정관리청 장관 및 과학기술행정협의회 위원장 겸임 |

#### 자치청 장관
| 대수 | 이름                           | 내각                       | 내각                             | 임기                              | 소속 정당  | 비고                             |
| ---- | ------------------------------ | -------------------------- | -------------------------------- | --------------------------------- | ---------- | -------------------------------- |
| 초대 | 오카노 기요히데 (岡野清豪)     |                            | 제3차 요시다 내각 제3차 개조내각 | 1952년 8월 1일~1952년 10월 30일   | 자유당     |                                  |
| 2대  | 혼다 이치로 (本多市郎)         | 제4차 요시다 내각          | 제4차 요시다 내각                | 1952년 10월 30일~1953년 5월 21일  |            | 행정관리청 장관 겸임             |
| 3대  | 쓰카다 도이치로 (塚田十一郎)   | 제5차 요시다 내각          | 제5차 요시다 내각                | 1953년 5월 21일~1954년 12월 10일  | 자유당     | 우정대신 및 행정관리청 장관 겸임 |
| 4대  | 이시다 다카오 (西田隆男)       | 제1차 하토야마 이치로 내각 | 제1차 하토야마 이치로 내각       | 1954년 12월 10일~1955년 3월 19일  | 일본민주당 | 행정관리청 장관 겸임             |
| 5대  | 가와시마 쇼지로 (川島正次郎)   | 제2차 하토야마 이치로 내각 | 제2차 하토야마 이치로 내각       | 1955년 3월 19일~1955년 11월 22일  | 일본민주당 | 행정관리청 장관 겸임             |
| 6대  | 오오타 마사타카 (太田正孝)     | 제3차 하토야마 이치로 내각 | 제3차 하토야마 이치로 내각       | 1955년 11월 22일~1956년 12월 23일 | 자유민주당 |                                  |
| -    | 이시바시 단잔 (石橋湛山)       | 이시바시 내각              | 이시바시 내각                    | 1956년 12월 23일~1956년 12월 23일 | 자유민주당 | 내각총리대신 겸임                |
| 7대  | 다나카 이사지 (田中伊三次)     | 이시바시 내각              | 이시바시 내각                    | 1956년 12월 23일~1957년 2월 25일  | 자유민주당 |                                  |
| 8대  | 다나카 이사지 (田中伊三次)     | 제1차 기시 내각            | 제1차 기시 내각                  | 1957년 2월 25일~1957년 7월 10일   | 자유민주당 |                                  |
| 9대  | 고리 유이치 (郡祐一)           |                            | 제1차 기시 내각 개조내각         | 1957년 7월 10일~1958년 6월 12일   | 자유민주당 |                                  |
| 10대 | 오오키 마사시 (青木正)         | 제2차 기시 내각            | 제2차 기시 내각                  | 1958년 6월 12일~1958년 10월 28일  | 자유민주당 | 국가공안위원회 위원장 겸임       |
| 11대 | 아이치 기이치 (愛知揆一)       | 제2차 기시 내각            | 제2차 기시 내각                  | 1958년 10월 28일~1959년 1월 12일  | 자유민주당 | 법무대신 겸임                    |
| 12대 | 오오키 마사시 (青木正)         | 제2차 기시 내각            | 제2차 기시 내각                  | 1959년 1월 12일~1959년 6월 18일   | 자유민주당 | 국가공안위원회 위원장 겸임       |
| 13대 | 이시하라 간이치로 (石原幹市郎) |                            | 제2차 기시 내각 개조내각         | 1959년 6월 18일~1960년 6월 30일   | 자유민주당 | 국가공안위원회 위원장 겸임       |

#### 자치대신
| 대수      | 이름                             | 내각                       | 내각                                       | 임기                              | 소속 정당  | 비고                                              |
| --------- | -------------------------------- | -------------------------- | ------------------------------------------ | --------------------------------- | ---------- | ------------------------------------------------- |
| 초대      | 이시하라 간이치로 (石原幹市郎)   |                            | 제2차 기시 내각 개조내각                   | 1960년 7월 1일~1960년 7월 19일    | 자유민주당 | 국가공안위원회 위원장 겸임                        |
| 2대       | 야마자키 이와오 (山崎巌)         | 제1차 이케다 내각          | 제1차 이케다 내각                          | 1960년 7월 19일~1960년 10월 13일  | 자유민주당 | 국가공안위원회 위원장 겸임                        |
| 3대       | 스토 히데오 (周東英雄)           | 제1차 이케다 내각          | 제1차 이케다 내각                          | 1960년 10월 13일~1960년 12월 8일  | 자유민주당 | 국가공안위원회 위원장 겸임                        |
| 4대       | 야스이 겐 (安井謙)               | 제2차 이케다 내각          | 제2차 이케다 내각                          | 1960년 12월 8일~1961년 7월 18일   | 자유민주당 | 국가공안위원회 위원장 겸임                        |
| 4대       | 야스이 겐 (安井謙)               |                            | 제2차 이케다 내각 제1차 개조내각           | 1961년 7월 18일~1962년 7월 18일   | 자유민주당 | 국가공안위원회 위원장 겸임                        |
| 5대       | 시노다 고사쿠 (篠田弘作)         |                            | 제2차 이케다 내각 제2차 개조내각           | 1962년 7월 18일~1963년 7월 18일   | 자유민주당 | 국가공안위원회 위원장 겸임                        |
| 5대       | 시노다 고사쿠 (篠田弘作)         |                            | 제2차 이케다 내각 제3차 개조내각           | 1963년 7월 18일~1963년 12월 9일   | 자유민주당 | 국가공안위원회 위원장 겸임                        |
| 6대       | 하야카와 다카시 (早川崇)         | 제3차 이케다 내각          | 제3차 이케다 내각                          | 1963년 12월 9일~1964년 3월 25일   | 자유민주당 | 국가공안위원회 위원장 겸임                        |
| 7대       | 아카자와 마사미치 (赤沢正道)     | 제3차 이케다 내각          | 제3차 이케다 내각                          | 1964년 3월 25일~1964년 7월 18일   | 자유민주당 | 국가공안위원회 위원장 겸임                        |
| 8대       | 요시타케 에이치 (吉武恵市)       |                            | 제3차 이케다 내각 개조내각                 | 1964년 7월 18일~1964년 11월 9일   | 자유민주당 |                                                   |
| 9대       | 요시타케 에이치 (吉武恵市)       | 제1차 사토 내각            | 제1차 사토 내각                            | 1964년 11월 9일~1965년 6월 3일    | 자유민주당 |                                                   |
| 10대      | 나가야마 다다노리 (永山忠則)     |                            | 제1차 사토 내각 제1차 개조내각             | 1965년 6월 3일~1966년 8월 1일     | 자유민주당 | 국가공안위원회 위원장 겸임                        |
| 11대      | 시오미 순지 (塩見俊二)           |                            | 제1차 사토 내각 제2차 개조내각             | 1966년 8월 1일~1966년 12월 3일    | 자유민주당 | 국가공안위원회 위원장 겸임                        |
| 12대      | 후지에다 센스케 (藤枝泉介)       |                            | 제1차 사토 내각 제3차 개조내각             | 1966년 12월 3일~1967년 2월 17일   | 자유민주당 | 국가공안위원회 위원장 겸임                        |
| 13대      | 후지에다 센스케 (藤枝泉介)       | 제2차 사토 내각            | 제2차 사토 내각                            | 1967년 2월 17일~1967년 11월 25일  | 자유민주당 | 국가공안위원회 위원장 겸임                        |
| 14대      | 아카자와 마사미치 (赤沢正道)     |                            | 제2차 사토 내각 제1차 개조내각             | 1967년 11월 25일~1968년 11월 30일 | 자유민주당 | 국가공안위원회 위원장 겸임                        |
| 15대      | 노다 다케오 (野田武夫)           |                            | 제2차 사토 내각 제2차 개조내각             | 1968년 11월 30일~1970년 1월 14일  | 자유민주당 | 홋카이도개발청 장관 겸임                          |
| 16대      | 오키타 다이스케 (秋田大助)       | 제3차 사토 내각            | 제3차 사토 내각                            | 1970년 1월 14일~1971년 7월 5일    | 자유민주당 | 법무대신 겸임                                     |
| 17대      | 도카이 모토사부로 (渡海元三郎)   |                            | 제3차 사토 내각 개조내각                   | 1971년 7월 5일~1972년 7월 7일     | 자유민주당 | 국가공안위원회 위원장 및 홋카이도개발청 장관 겸임 |
| 18대      | 후쿠다 하지메 (福田一)           | 제1차 다나카 가쿠에이 내각 | 제1차 다나카 가쿠에이 내각                 | 1972년 7월 7일~1972년 12월 22일   | 자유민주당 | 국가공안위원회 위원장 및 홋카이도개발청 장관 겸임 |
| 19대      | 에사키 마스미 (江崎真澄)         | 제2차 다나카 가쿠에이 내각 | 제2차 다나카 가쿠에이 내각                 | 1972년 12월 22일~1973년 11월 25일 | 자유민주당 | 국가공안위원회 위원장 및 홋카이도개발청 장관 겸임 |
| 20대      | 마치무라 긴고 (町村金五)         |                            | 제2차 다나카 가쿠에이 내각 제1차 개조내각  | 1973년 11월 25일~1974년 11월 11일 | 자유민주당 | 국가공안위원회 위원장 및 홋카이도개발청 장관 겸임 |
| 21대      | 후쿠다 하지메 (福田一)           |                            | 제2차 다나카 가쿠에이 내각 제2차 개조내각  | 1974년 11월 11일~1974년 12월 9일  | 자유민주당 | 국가공안위원회 위원장 및 홋카이도개발청 장관 겸임 |
| 22대      | 후쿠다 하지메 (福田一)           | 미키 내각                  | 미키 내각                                  | 1974년 12월 9일~1976년 9월 15일   | 자유민주당 | 국가공안위원회 위원장 및 홋카이도개발청 장관 겸임 |
| 23대      | 아마노 기미요시 (天野公義)       |                            | 미키 내각 개조내각                         | 1976년 9월 15일~1976년 12월 14일  | 자유민주당 | 국가공안위원회 위원장 및 홋카이도개발청 장관 겸임 |
| 24대      | 오가와 헤이지 (小川平二)         | 후쿠다 다케오 내각         | 후쿠다 다케오 내각                         | 1976년 12월 14일~1977년 11월 28일 | 자유민주당 | 국가공안위원회 위원장 및 홋카이도개발청 장관 겸임 |
| 25대      | 가토 다케노리 (加藤武徳)         |                            | 후쿠다 다케오 내각 개조내각                | 1977년 11월 28일~1978년 12월 7일  | 자유민주당 | 국가공안위원회 위원장 및 홋카이도개발청 장관 겸임 |
| 26대      | 시부야 나오조 (渋谷直蔵)         | 제1차 오히라 내각          | 제1차 오히라 내각                          | 1978년 12월 7일~1979년 11월 9일   | 자유민주당 | 국가공안위원회 위원장 및 홋카이도개발청 장관 겸임 |
| 27대      | 고토다 마사하루 (後藤田正晴)     | 제2차 오히라 내각          | 제2차 오히라 내각                          | 1979년 11월 9일~1980년 7월 17일   | 자유민주당 | 국가공안위원회 위원장 및 홋카이도개발청 장관 겸임 |
| 28대      | 이시바 지로 (石破二朗)           | 스즈키 젠코 내각           | 스즈키 젠코 내각                           | 1980년 7월 17일~1980년 12월 17일  | 자유민주당 | 국가공안위원회 위원장 겸임                        |
| 29대      | 아비코 도키치 (安孫子藤吉)       | 스즈키 젠코 내각           | 스즈키 젠코 내각                           | 1980년 12월 17일~1981년 11월 30일 | 자유민주당 | 국가공안위원회 위원장 겸임                        |
| 30대      | 세코 마사타카 (世耕政隆)         |                            | 스즈키 젠코 내각 개조내각                  | 1981년 11월 30일~1982년 11월 27일 | 자유민주당 | 국가공안위원회 위원장 겸임                        |
| 31대      | 야마모토 사치오 (山本幸雄)       | 제1차 나카소네 내각        | 제1차 나카소네 내각                        | 1982년 11월 27일~1983년 12월 27일 | 자유민주당 | 국가공안위원회 위원장 겸임                        |
| 32대      | 다가와 세이치 (田川誠一)         | 제2차 나카소네 내각        | 제2차 나카소네 내각                        | 1983년 12월 27일~1984년 11월 1일  | 신자유그룹 | 국가공안위원회 위원장 겸임                        |
| 33대      | 후루야 도루 (古屋亨)             |                            | 제2차 나카소네 내각 제1차 개조내각         | 1984년 11월 1일~1985년 12월 28일  | 자유민주당 | 국가공안위원회 위원장 겸임                        |
| 34대      | 오자와 이치로 (小沢一郎)         |                            | 제2차 나카소네 내각 제2차 개조내각         | 1985년 12월 28일~1986년 7월 22일  | 자유민주당 | 국가공안위원회 위원장 겸임                        |
| 35대      | 하나시 노부유키 (葉梨信行)       | 제3차 다카소네 내각        | 제3차 다카소네 내각                        | 1986년 7월 22일~1987년 11월 6일   | 자유민주당 | 국가공안위원회 위원장 겸임                        |
| 36대      | 가지야마 세이로쿠 (梶山静六)     | 다케시타 내각              | 다케시타 내각                              | 1987년 11월 6일~1988년 12월 27일  | 자유민주당 | 국가공안위원회 위원장 겸임                        |
| 37대      | 사카노 시케노부 (坂野重信)       |                            | 다케스타 내각 개조내각                     | 1988년 12월 27일~1989년 6월 3일   | 자유민주당 | 국가공안위원회 위원장 겸임                        |
| 38대      | 사카노 시케노부 (坂野重信)       | 우노 내각                  | 우노 내각                                  | 1989년 6월 3일~1989년 8월 10일    | 자유민주당 | 국가공안위원회 위원장 겸임                        |
| 39대      | 와타나베 고조 (渡部恒三)         | 제1차 가이후 내각          | 제1차 가이후 내각                          | 1989년 8월 10일~1990년 2월 28일   | 자유민주당 | 국가공안위원회 위원장 겸임                        |
| 40대      | 오쿠다 게이와 (奥田敬和)         | 제2차 가이후 내각          | 제2차 가이후 내각                          | 1990년 2월 28일~1990년 12월 28일  | 자유민주당 | 국가공안위원회 위원장 겸임                        |
| 41대      | 후키다 아키라 (吹田愰)           |                            | 제2차 가이후 내각 개조내각                 | 1990년 12월 28일~1991년 11월 5일  | 자유민주당 | 국가공안위원회 위원장 겸임                        |
| 42대      | 시오카와 마사주로 (塩川正十郎)   | 미야자와 내각              | 미야자와 내각                              | 1991년 11월 5일~1992년 12월 12일  | 자유민주당 | 국가공안위원회 위원장 겸임                        |
| 43대      | 무라타 게이지로 (村田敬次郎)     |                            | 미야자와 내각 개조내각                     | 1992년 12월 12일~1993년 8월 9일   | 자유민주당 | 국가공안위원회 위원장 겸임                        |
| 44대      | 사토 간주 (佐藤観樹)             | 호소카와 내각              | 호소카와 내각                              | 1993년 8월 9일~1994년 4월 28일    | 일본사회당 | 국가공안위원회 위원장 겸임                        |
| 임시 대리 | 하타 쓰토무 (羽田孜)             | 하타 내각                  | 하타 내각                                  | 1994년 4월 28일~1994년 4월 28일   | 신생당     | 내각총리대신 겸임                                 |
| 45대      | 이시이 하지메 (石井一)           | 하타 내각                  | 하타 내각                                  | 1994년 4월 28일~1994년 6월 30일   | 신생당     | 국가공안위원회 위원장 겸임                        |
| 46대      | 노나카 히로무 (野中広務)         | 무라야마 내각              | 무라야마 내각                              | 1994년 6월 30일~1995년 8월 8일    | 자유민주당 | 국가공안위원회 위원장 겸임                        |
| 47대      | 후카야 다카시 (深谷隆司)         |                            | 무라야마 내각 개조내각                     | 1995년 8월 8일~1996년 1월 11일    | 자유민주당 | 국가공안위원회 위원장 겸임                        |
| 48대      | 구라타 히로유키 (倉田寛之)       | 제1차 하시모토 내각        | 제1차 하시모토 내각                        | 1996년 1월 11일~1996년 11월 7일   | 자유민주당 | 국가공안위원회 위원장 겸임                        |
| 49대      | 시로카와 가쓰히코 (白川勝彦)     | 제2차 하시모토 내각        | 제2차 하시모토 내각                        | 1996년 11월 7일~1997년 9월 11일   | 자유민주당 | 국가공안위원회 위원장 겸임                        |
| 50대      | 우에스기 미쓰히로 (上杉光弘)     |                            | 제2차 하시모토 내각 개조내각               | 1997년 9월 11일~1998년 7월 30일   | 자유민주당 | 국가공안위원회 위원장 겸임                        |
| 51대      | 니시다 마모루 (西田司)           | 오부치 내각                | 오부치 내각                                | 1998년 7월 30일~1999년 1월 14일   | 자유민주당 | 국가공안위원회 위원장 겸임                        |
| 52대      | 노다 다케시 (野田毅)             |                            | 오부치 내각 제1차 개조내각                 | 1999년 1월 14일~1999년 10월 5일   | 자유당     | 국가공안위원회 위원장 겸임                        |
| 53대      | 호리 고스케 (保利耕輔)           |                            | 오부치 내각 제2차 개조내각                 | 1999년 10월 5일~2000년 4월 5일    | 자유민주당 | 국가공안위원회 위원장 겸임                        |
| 54대      | 호리 고스케 (保利耕輔)           | 제1차 모리 내각            | 제1차 모리 내각                            | 2000년 4월 5일~2000년 7월 4일     | 자유민주당 | 국가공안위원회 위원장 겸임                        |
| 55대      | 니시다 마모루 (西田司)           | 제2차 모리 내각            | 제2차 모리 내각                            | 2000년 7월 4일~2000년 12월 5일    | 자유민주당 | 국가공안위원회 위원장 겸임                        |
| 56대      | 가타야마 도라노스케 (片山虎之助) |                            | 제2차 모리 내각 개조내각 (중앙성청개편 전) | 2000년 12월 5일~2001년 1월 6일    | 자유민주당 | 우정대신 및 총무청 장관 겸임                      |

### 총무청 장관
| 대수      | 이름                             | 내각                              | 내각                                       | 임기                             | 소속 정당 | 비고                      |
| --------- | -------------------------------- | --------------------------------- | ------------------------------------------ | -------------------------------- | --------- | ------------------------- |
| 초대      | 고토다 마사하루 (後藤田正晴)     | 제2차 나카소네 내각               | 제2차 나카소네 내각                        | 1984년 7월 1일~1984년 11월 1일   |           |                           |
| 초대      | 고토다 마사하루 (後藤田正晴)     |                                   | 제2차 나카소네 내각 제1차 개조내각         | 1984년 11월 1일~1985년 12월 28일 |           |                           |
| 2대       | 에사기 마스미 (江崎真澄)         |                                   | 제2차 나카소네 내각 제1차 개조내각         | 1985년 12월 28일~1986년 7월 22일 |           |                           |
| 3대       | 다마키 가즈오 (玉置和郎)         | 제3차 나카소네 내각               | 제3차 나카소네 내각                        | 1986년 7월 22일~1987년 1월 25일  |           |                           |
| 사무 대리 | 고토다 마사하루 (後藤田正晴)     | 제3차 나카소네 내각               | 제3차 나카소네 내각                        | 1987년 1월 25일~1987년 1월 26일  |           |                           |
| 4대       | 야마시타 도쿠오 (山下徳夫)       | 제3차 나카소네 내각               | 제3차 나카소네 내각                        | 1987년 1월 26일~1987년 11월 6일  |           |                           |
| 5대       | 다카토리 오사무 (高鳥修)         | 다케시타 내각                     | 다케시타 내각                              | 1987년 11월 6일~1988년 12월 27일 |           |                           |
| 6대       | 가네마루 사부로 (金丸三郎)       |                                   | 다케시타 내각 개조내각                     | 1988년 12월 27일~1989년 6월 3일  |           |                           |
| 7대       | 이케다 유키히코 (池田行彦)       | 우노 내각                         | 우노 내각                                  | 1989년 6월 3일~1989년 8월 10일   |           |                           |
| 8대       | 미즈노 기요시 (水野清)           | 제1차 가이후 내각                 | 제1차 가이후 내각                          | 1989년 8월 10일~1990년 2월 28일  |           |                           |
| 9대       | 시오자키 준 (塩崎潤)             | 제2차 가이후 내각                 | 제2차 가이후 내각                          | 1990년 2월 28일~1990년 12월 29일 |           |                           |
| 10대      | 사사키 만 (佐々木満)             |                                   | 제2차 가이후 내각 개조내각                 | 1990년 12월 29일~1991년 11월 5일 |           |                           |
| 11대      | 이와사키 준조 (岩崎純三)         | 마야자와 내각                     | 마야자와 내각                              | 1991년 11월 5일~1992년 12월 12일 |           |                           |
| 12대      | 가노 미치히코 (鹿野道彦)         |                                   | 마야자와 내각 개조내각                     | 1992년 12월 12일~1993년 8월 9일  |           |                           |
| 13대      | 이시다 고시로 (石田幸四郎)       | 호소카와 내각                     | 호소카와 내각                              | 1993년 8월 9일~1994년 4월 28일   |           |                           |
| -         | 하타 쓰토무 (羽田孜)             | 하타 내각                         | 하타 내각                                  | 1994년 4월 28일~1994년 4월 28일  |           | 내각총리대신 겸임         |
| 14대      | 이시다 고시로 (石田幸四郎)       | 하타 내각                         | 하타 내각                                  | 1994년 4월 28일~1994년 6월 30일  |           |                           |
| 15대      | 야마구치 쓰루오 (山口鶴男)       | 무라야마 내각                     | 무라야마 내각                              | 1994년 6월 30일~1995년 8월 8일   |           |                           |
| 16대      | 에토 다카미 (江藤隆美)           |                                   | 무라야마 내각 개조내각                     | 1995년 8월 8일~1995년 11월 13일  |           |                           |
| -         | 무라야마 도미이치 (村山富市)     | 1995년 11월 13일~1995년 11월 14일 | 무라야마 내각 개조내각                     |                                  |           |                           |
| 17대      | 나카야마 마사아키 (中山正暉)     | 1995년 11월 14일~1996년 1월 11일  | 무라야마 내각 개조내각                     |                                  |           |                           |
| 18대      | 나카니시 세키스케 (中西績介)     | 제1차 하시모토 내각               | 제1차 하시모토 내각                        | 1996년 1월 11일~1996년 11월 7일  |           |                           |
| 19대      | 무토 가분 (武藤嘉文)             | 제2차 하시모토 내각               | 제2차 하시모토 내각                        | 1996년 11월 7일~1997년 9월 11일  |           |                           |
| 20대      | 사토 고고 (佐藤孝行)             |                                   | 제2차 하시모토 내각 개조내각               | 1997년 9월 11일~1997년 9월 22일  |           |                           |
| 21대      | 오자토 사다토시 (小里貞利)       | 1997년 9월 22일~1998년 7월 29일   | 제2차 하시모토 내각 개조내각               |                                  |           |                           |
| 22대      | 오오타 세이치 (太田誠一)         | 오부치 내각                       | 오부치 내각                                | 1998년 7월 29일~1999년 1월 14일  |           |                           |
| 22대      | 오오타 세이치 (太田誠一)         |                                   | 오부치 내각 제1차 개조내각                 | 1999년 1월 14일~1999년 10월 5일  |           |                           |
| 23대      | 쓰즈키 구니히로 (続訓弘)         |                                   | 오부치 내각 제2차 개조내각                 | 1999년 10월 5일~2000년 4월 5일   |           |                           |
| 24대      | 쓰즈키 구니히로 (続訓弘)         | 제1차 모리 내각                   | 제1차 모리 내각                            | 2000년 4월 5일~2000년 7월 4일    |           |                           |
| 25대      | 쓰즈키 구니히로 (続訓弘)         | 제2차 모리 내각                   | 제2차 모리 내각                            | 2000년 7월 4일~2000년 12월 5일   |           |                           |
| 26대      | 가타야마 도라노스케 (片山虎之助) |                                   | 제2차 모리 내각 개조내각 (중앙성청개편 전) | 2000년 12월 5일~2001년 1월 6일   |           | 우정대신 및 자치대신 겸임 |

### 총무대신
| 대수 | 이름                             | 내각                 | 내각                                    | 임기                             | 소속 정당  | 비고 |
| ---- | -------------------------------- | -------------------- | --------------------------------------- | -------------------------------- | ---------- | ---- |
| 초대 | 가타야마 도라노스케 (片山虎之助) |                      | 제2차 모리 개조내각 (중앙 성청 개편 후) | 2001년 1월 6일~2001년 4월 26일   | 자유민주당 |      |
| 2대  | 가타야마 도라노스케 (片山虎之助) | 제1차 고이즈미 내각  | 제1차 고이즈미 내각                     | 2001년 4월 26일~2002년 9월 30일  | 자유민주당 |      |
| 2대  | 가타야마 도라노스케 (片山虎之助) |                      | 제1차 고이즈미 내각 제1차 개조내각      | 2002년 9월 30일~2003년 9월 22일  | 자유민주당 |      |
| 3대  | 아소 다로 (麻生太郎)             |                      | 제1차 고이즈미 내각 제2차 개조내각      | 2003년 9월 22일~2003년 11월 19일 | 자유민주당 |      |
| 4대  | 아소 다로 (麻生太郎)             | 제2차 고이즈미 내각  | 제2차 고이즈미 내각                     | 2003년 11월 19일~2004년 9월 27일 | 자유민주당 |      |
| 4대  | 아소 다로 (麻生太郎)             |                      | 제2차 고이즈미 내각 개조내각            | 2004년 9월 27일~2005년 9월 21일  | 자유민주당 |      |
| 5대  | 아소 다로 (麻生太郎)             | 제3차 고이즈미 내각  | 제3차 고이즈미 내각                     | 2005년 9월 21일~2005년 10월 31일 | 자유민주당 |      |
| 6대  | 다케나카 헤이조 (竹中平蔵)       |                      | 제3차 고이즈미 내각 개조내각            | 2005년 10월 31일~2006년 9월 26일 | 자유민주당 |      |
| 7대  | 스가 요시히데 (菅義偉)           | 제1차 아베 신조 내각 | 제1차 아베 신조 내각                    | 2006년 9월 26일~2007년 8월 27일  | 자유민주당 |      |
| 8대  | 마스다 히로야 (増田寛也)         |                      | 제1차 아베 내각 개조내각                | 2007년 8월 27일~2007년 9월 26일  | 무소속     |      |
| 9대  | 마스다 히로야 (増田寛也)         | 후쿠다 야스오 내각   | 후쿠다 야스오 내각                      | 2007년 9월 26일~2008년 8월 2일   | 무소속     |      |
| 9대  | 마스다 히로야 (増田寛也)         |                      | 후쿠다 야스오 내각 개조내각             | 2008년 8월 2일~2008년 9월 24일   | 무소속     |      |
| 10대 | 하토야마 구니오 (鳩山邦夫)       | 아소 내각            | 아소 내각                               | 2008년 9월 24일~2009년 6월 12일  | 자유민주당 |      |
| 11대 | 사토 쓰토무 (佐藤勉)             | 아소 내각            | 아소 내각                               | 2009년 6월 12일~2009년 9월 16일  | 자유민주당 |      |
| 12대 | 하라구치 가즈히로 (原口一博)     | 하토야마 유키오 내각 | 하토야마 유키오 내각                    | 2009년 9월 16일~2010년 6월 8일   | 민주당     |      |
| 13대 | 하라구치 가즈히로 (原口一博)     | 간 내각              | 간 내각                                 | 2010년 6월 8일~2010년 9월 17일   | 민주당     |      |
| 14대 | 가타야마 요시히로 (片山善博)     |                      | 간 내각 제1차 개조내각                  | 2010년 9월 17일~2011년 1월 14일  | 무소속     |      |
| 14대 | 가타야마 요시히로 (片山善博)     |                      | 간 내각 제2차 개조내각                  | 2011년 1월 14일~2011년 9월 2일   | 무소속     |      |
| 15대 | 가와바타 다쓰오 (川端達夫)       | 노다 내각            | 노다 내각                               | 2011년 9월 2일~2012년 1월 13일   | 민주당     |      |
| 15대 | 가와바타 다쓰오 (川端達夫)       |                      | 노다 내각 제1차 개조내각                | 2012년 1월 13일~2012년 6월 4일   | 민주당     |      |
| 15대 | 가와바타 다쓰오 (川端達夫)       |                      | 노다 내각 제2차 개조내각                | 2012년 6월 4일~2012년 10월 1일   | 민주당     |      |
| 16대 | 다루토코 신지 (樽床伸二)         |                      | 노다 내각 제3차 개조내각                | 2012년 10월 1일~2012년 12월 26일 | 민주당     |      |
| 17대 | 신도 요시타카 (新藤義孝)         | 제2차 아베 신조 내각 | 제2차 아베 신조 내각                    | 2012년 12월 26일~2014년 9월 3일  | 자유민주당 |      |
| 18대 | 다카이치 사나에 (高市早苗)       |                      | 제2차 아베 신조 내각 개조내각           | 2014년 9월 3일~2014년 12월 24일  | 자유민주당 |      |
| 19대 | 다카이치 사나에 (高市早苗)       | 제3차 아베 신조 내각 | 제3차 아베 신조 내각                    | 2014년 12월 24일~2015년 10월 7일 | 자유민주당 |      |
| 19대 | 다카이치 사나에 (高市早苗)       |                      | 제3차 아베 신조 내각 제1차 개조내각     | 2015년 10월 7일~2016년 8월 3일   | 자유민주당 |      |
| 19대 | 다카이치 사나에 (高市早苗)       |                      | 제3차 아베 신조 내각 제2차 개조내각     | 2016년 8월 3일~2017년 8월 3일    | 자유민주당 |      |
| 20대 | 노다 세이코 (野田聖子)           |                      | 제3차 아베 신조 내각 제3차 개조내각     | 2017년 8월 3일~2017년 11월 1일   | 자유민주당 |      |
| 21대 | 노다 세이코 (野田聖子)           | 제4차 아베 신조 내각 | 제4차 아베 신조 내각                    | 2017년 11월 1일~2018년 10월 2일  | 자유민주당 |      |
| 22대 | 이시다 마사토시 (石田真敏)       |                      | 제4차 아베 신조 내각 제1차 개조내각     | 2018년 10월 2일~2019년 9월 11일  | 자유민주당 |      |
| 23대 | 다카이치 사나에 (高市早苗)       |                      | 제4차 아베 신조 내각 제2차 개조내각     | 2019년 9월 11일~2020년 9월 16일  | 자유민주당 |      |
| 24대 | 다케다 료타 (武田良太)           | 스가 내각            | 스가 내각                               | 2020년 9월 16일~2021년 10월 4일  | 자유민주당 |      |
| 25대 | 가네코 야스시 (金子恭之)         | 제1차 기시다 내각    | 제1차 기시다 내각                       | 2021년 10월 4일~2021년 11월 10일 | 자유민주당 |      |
| 26대 | 가네코 야스시 (金子恭之)         | 제2차 기시다 내각    | 제2차 기시다 내각                       | 2021년 11월 10일~2022년 8월 10일 | 자유민주당 |      |
| 27대 | 데라다 미노루 (寺田稔)           |                      | 제2차 기시다 개조내각                   | 2022년 8월 10일~2022년 11월 20일 | 자유민주당 |      |
| 28대 | 마쓰모토 다케아키 (松本剛明)     | 2022년 11월 21일~    | 제2차 기시다 개조내각                   | 자유민주당                       |            |      |

## 같이 보기
- 일본의 내무대신
- 일본 총무청
- 방송대학학원